# Marktbrunnen (Lübeck)

Marktbrunnen auf einer Darstellung aus dem Jahr 1874

Der Marktbrunnen war ein Brunnen in der Lübecker Altstadt, im Jahr 1873 eingeweiht. Die Wasseranlage versorgte die Einwohner bis in die 1920er Jahre mit Trinkwasser, 1934 wurde sie beseitigt.

## Geschichte
Bis weit ins 19. Jahrhundert zählten repräsentative Brunnen nicht zum traditionellen Repertoire des Städtebaus in Lübeck. Erst im Gefolge der Reichsgründung von 1871 entwickelte sich ein Bedürfnis nach aufwendiger Ausschmückung des öffentlichen Raums.
Dem neu entstehenden Schmuckbedürfnis kam die Neogotik besonders entgegen, da dieser historisierende Rückgriff auf Formen des Mittelalters, das im seinerzeitigen Geschichtsverständnis als erste Epoche deutscher Größe galt, symbolträchtig eine Verbindung zum neu errichteten Kaiserreich herstellte. Für die von der Stadt beschlossene Errichtung eines repräsentativen Brunnens auf dem zentralen Platz Lübecks, dem vom teils gotischen Rathaus geprägten Markt, bot sich daher eine entsprechende historisierende Gestaltung an.
Aus einem städtischen Wettbewerb von 1870 ging der Architekt Hugo Schneider aus Aachen als Sieger hervor. Gegen ein Honorar von 4500 Talern (bei Gesamtkosten von 8842 Talern) übernahm Schneider persönlich die Umsetzung seines Entwurfes. Den Figurenschmuck in Form von vier Monumentalplastiken fertigte der Aachener Bildhauer Wilhelm Pohl.
Aus französischem Euville-Kalkstein entstand auf dem Markt eine aufwändige, fast 15 m hohe Brunnenanlage, deren Unterbau ein Wasserbecken aus schwedischem Granit in der Grundrissform eines vierblättrigen Kleeblatts bildete, umgeben von vier reich verzierten zweiarmigen Laternen auf hohen Steinsockeln und einem schmiedeeisernen Ziergitter. In der Mitte erhob sich ein monumentaler Pfeiler in der Form einer gotischen Fiale, der zunächst das Auffangbecken des Springbrunnens trug, darüber dann die Statuen von Adolf II. von Schauenburg, Heinrich dem Löwen, Kaiser Barbarossa sowie Kaiser Friedrich II., die alle von entscheidender Bedeutung für die Frühzeit Lübecks waren. Über den Standbildern ragt die Spitze der mit Wimpergen und Krabben versehenen Fiale auf, bekrönt von einem lübschen Doppeladler. Am 22. März 1873, dem 77. Geburtstag von Kaiser Wilhelm I., wurde der fertiggestellte Marktbrunnen eingeweiht.
Während der Brunnen manchen als stilgerechte Ergänzung des Marktensembles galt, übten andere schon frühzeitig Kritik an dem Bauwerk, das es unmöglich machte, von irgendeinem Punkt des Marktes einen unverstellten Blick auf das Rathaus zu erhalten. Nach dem Ersten Weltkrieg schwand die Akzeptanz für den zunehmend als überladenes, pseudohistorisches und altmodisches Bauwerk empfundenen Brunnen. Zudem erwies sich der verwendete Kalkstein als nicht alterungsbeständig; die ursprünglich hellen Oberflächen verfärbten sich schwarz, das Material zersetzte sich und einzelne Teile brachen ab. Die Statue Friedrichs II. verlor sogar beide Hände.
In einem Versuch, den mittlerweile nicht einmal mehr wasserführenden Brunnen durch Vereinfachung weniger aufdringlich wirken zu lassen, wurden 1929 als übertrieben empfundene Verzierungen entfernt, darunter die umgebenden Steinpfeiler und Laternen. 1931 erstellten Baudirektor Hans Pieper und der städtische Museumsdirektor Carl Georg Heise ein amtliches Gutachten zu Siegesbrunnen und Marktbrunnen. Darin wurde festgestellt, dass beide bloße oberflächliche Nachahmungen älterer Stile darstellten. Das abschließende Urteil des Gutachtens lautete: „Beiden Brunnen muss ein künstlerischer Wert, mit dem Maßstab unserer Zeit gemessen, abgesprochen werden.“ Bezogen auf den Marktbrunnen wurde zudem festgestellt, es handele sich um ein totes Gebilde, das notwendigen Raum des verhältnismäßig kleinen Marktplatzes nutzlos einnimmt … es ist eine Pflicht dem Verkehr gegenüber, den Marktbrunnen zu entfernen.
Aufgrund dieses Gutachtens wurde der Marktbrunnen 1934 auf Senatsbeschluss abgebrochen. Die vier Standbilder blieben erhalten und befinden sich heute an verschiedenen Orten. Heinrich der Löwe steht im Logenhaus in der Schildstraße, die drei übrigen Statuen sowie zwei ebenfalls vom Brunnen stammende wappenhaltende Löwen schmücken die Fassade des Hauses Erasmusstraße 14 in Freiburg im Breisgau.